# Rowlatt Act
Il Rowlatt Act del 1919 (più correttamente: "Anarchical and Revolutionary Crimes Act", ovvero "Legge sui crimini anarchici e rivoluzionari") è un atto legislativo del Raj Britannico derivante dalle proposte presentate al Consiglio Legislativo Imperiale di Nuova Delhi nel luglio del 1918 dalla commissione presieduta da sir Sidney Rowlatt. Rowlatt fu incaricato di studiare l'amministrazione della giustizia nel Raj, in particolare alla luce delle minacce presentate dal nascente movimento indipendentista, etichettate come "terrorismo". Secondo le proposte elaborate dalla commissione, l'India avrebbe dovuto essere tenuta sotto il regime di forte limitazione delle libertà personali nel quale si era trovata durante tutto il primo conflitto mondiale a seguito dell'approvazione del "Defence of India Act" ("Legge sulla difesa dell'India") del 1915, facendo divenire permanenti le limitazioni delle libertà fondamentali dei cittadini indiani che tale norma aveva comportato (possibilità per la polizia di procedere ad arresti senza mandato di cattura, possibilità di detenere indefinitamente gli arrestati in assenza di processo, restrizione della libertà di stampa, ecc.).
La data esatta della sua approvazione da parte del Consiglio Legislativo Imperiale è il 18 marzo 1919, e la sua promulgazione provocò un'ondata di proteste in tutto il Subcontinente, tra le quali la più nota è quella che portò al Massacro di Amritsar ad opera dell'esercito del Raj (13 aprile 1919).
Il Rowlatt Act fu abolito, insieme ad altre norme di tenore analogo, nel 1922. Si ritiene che questa norma abbia giocato un ruolo cruciale nella presa di coscienza da parte di Gandhi sulla realtà del dominio coloniale inglese sull'India e sulla necessità di avviare una lotta non-violenta per l'indipendenza della sua Patria.